# Rue Baron (Nantes)
Pour les articles homonymes, voir Baron.
La rue Baron est une voie de Nantes, en France.

## Situation et accès
Située dans le centre-ville de Nantes, la rue Baron, qui part de la rue des Olivettes pour aboutir rue Fouré, est bitumée et ouverte à la circulation automobile. Sur on tracé elle rencontre le passage André-Crétaux et la rue Columelle.

## Origine du nom
Édouard Pied ne nous donne aucune explication sur l'origine de son nom.

## Historique
Édouard Pied signale qu'elle s'appelait « rue Cincius » sous la Révolution.
Sa propriété contestée en 1832, en vertu de titres de 1781, 1805 et 1829 présenté par les propriétaires, la ville obtint néanmoins gain de cause du fait qu'elle en jouissait depuis de nombreuses années.

## Voies secondaires

### Passage André-Crétaux
Cette artère permet de rejoindre le passage Berthault.
Localisation : 47° 12′ 41″ N, 1° 32′ 54″ O